# فيلباميت
فِلباميت (يتم تسويقه تحت الاسم التجاري فِلباتول بواسطة ميدبوينت) هو دواء مضاد للصرع ويستخدم لعلاج الصرع. يستخدم لعلاج النوبات الجزئية (سواء بصحبة النوبات العامة أو بدونها) عند الكبار والنوبات الجزئية  والعامة المرافقة لمتلازمة لينوكس غاستو عند الأطفال، مع ذلك فإن زيادة خطرالإصابة بفقر الدم اللاتنسجي القاتل جزئياَ أو فشل الكبد يحد من استخدام هذه الأدوية في حالات الصرع المقاوم الحاد.

## آلية العمل
من الاقتراحات التي قدمت لتفسير آلية عمل الفِلباميت هي آلية العمل المزدوجة النادرة بحيِث يعمل كمعدل ايجابي لمستقبلات جابا(GABAA) بالإضافة إلى عمله كمانع لمستقبلات (NMDA) لا سيما الجزيئات التي تحتوي على وحدات NR2B.

 بالرغم من أن عمل الفِلباميت كمثبط لمستقبلات (NMDA) كان واضحاً، إلا أن حقيقة عمله كمانع لمستقبلات (NMDA) كإستراتيجية لعلاج الصرع عند الإنسان تم التشكيك بها. انطلاقا من ذلك، فإن أهمية أثر الفِلباميت على مستقبلات (NMDA) في علاج الصرع غير مؤكدة.

## سجل الموافقة

### الولايات المتحدة الأمريكية
- آب-1993: الموافقة على استخدام الفِلباميت في حالات النوبات الجزئية سواء بصحبة النوبات العامة الثانوية أو بدونها عند الكبار ومتلازمة لينوكس غاستو(حالة من النوبات الحادة عند الأطفال). في السنة التالية 150000 شخص بدؤوا العلاج بالفِلباميت، فقط ثلث هذه النسبة داومت على استخدام العلاج.
- آب 1،-1994: تم سحب الدواء بشكل عاجل بعد ظهور 10 حالات مصابة بفقر الدم اللاتنسجي، بالإضافة إلى إرسال رسالة بعنوان [13] دير دكتور(عزيزي الطبيب) إلى 240000 طبيب.
- أيلول 27، 1994:بقيت فكرة الرسائل المتعلقة بالفِلباميت لها دور محدود ومع ذلك تم إرسال رسالة (دير دكتور) إلى 260000 طبيب.

أشارت التوصيات إلى استخدام فِلباميت في حالات نوبات الصرع الحادة بحيث الفوائد منها تفوق المخاطر، فضلاً عن إجراء تعديلات على عنونة الأدوية لتبين المخاطر الحديثة. هذه التوصيات جاءت مع تحذيرات إضافية بعد ظهور 10 حالات من الفشل الكبدي الحاد (4حالات منهاقاتلة) ، في الوقت الحالي 10000ـ120000 شخص شخص بقي ملتزماً بالدواء.

### المملكة المتحدة
فِلباميت يصرف في حالات نادرة اعتماداً على مسمى الحالة المرضية بشكل نادر.

## المؤشرات والاستخدام
الكبار: يستخدم كعلاج رئيسي أوعلاج مساعد في حالات النوبات الجزئية (سواء بصحبة النوبات العامة أو بدونها).
الأطفال: يستخدم كعلاج مساعد في حالات النوبات الجزئية أو العامة المصاحبة لمتلازمة لينوكس غاستو.

## الجرعات
فِلباميت متواجد على شكل أقراص (400ملغ-ـ600ملغ)، و معلق بلون الخوخ عن طريق الفم (600ملغ/5مل).
- الكبار(>14 سنة): 1200ملغ يومياً كل 6ـ8 ساعات.
- الأطفال(2<14 سنة): 15ـ45ملغ/كغ يومياً كل 6ـ8 ساعات.

## الأعراض الجانبية
تشمل فقدان الشهية والتقيؤ، الأرق، الغثيان، الدوخة، النعاس، صداع و ردود فعل سلبية، العديد من المرضى عانو من زيادة في اليقظة إثر استخدام الدواء. اثنين من الأعراض النادرة ولكنها خطيرة تشمل فقر الدم اللاتنسجي وفشل الكبد الحاد. خطر فقر الدم اللاتنسجي ما بين 1:3600 و 1:5000 حيث 30٪ منها قاتل أما خطر فشل الكبد 1:24000 ، 1:34000 حيث 40٪ منها قاتل.

## التداخلات الدوائية
فِلباميت يعمل كمثبط لسايتوكروم بي 2 سي 19 (CYP2C19), أيزوإنزيم لسايتوكروم بي 450 (CYP450) التي لها دور في عملية التمثيل الغذائي لمعظم الأدوية المستخدمة. فيلباميت يتفاعل مع العديد من مضادات الصرع منها الفنتيون، فالبروات والكاربامازيبين، قد يكون من الضروري تعديل الجرعات للحد من الأعراض الجانبية. تناول الفِلباميت متزامناً مع الكاربامازبين يقلل مستوى الدم من كلا الدوائين بينما يزيد من العنصر الفعال الكاربامازبين 10ـ11 إيبوكسيد.

## روابط خارجية
- Felbatol: Prescribing Information نسخة محفوظة 3 مارس 2016 على موقع واي باك مشين.
- RxList: Felbamate contains extensive information including the patient warning and a sample consent form.
- Hard Choices with Felbamate
- Newer Antiepileptic Drugs: Gabapentin, Lamotrigine, Felbamate, Topiramate and Fosphenytoin
- MedPonte Pharmaceuticals